# Carolina España Reina
Carolina España Reina (Málaga, 24 de agosto de 1969) es una política española, es consejera de Economía, Hacienda y Fondos Europeos de la Junta de Andalucía desde 2022 y portavoz de gobierno andaluz desde 2024. Fue diputada por el Partido Popular en el Congreso durante la X, XI, XII y XIII legislatura.

## Biografía
Licenciada en Ciencias Económicas y Empresariales, ha desarrollado su actividad política en la capital malagueña. Entre 1999 y 2012 fue teniente de alcalde a cargo de Medio Ambiente y entre 2003 y 2010 teniente de alcalde de Economía, Hacienda y Personal. Asimismo, fue portavoz del equipo de gobierno entre 2007 y 2012 y primera teniente de alcalde entre 2011 y 2012. En 2011 fue elegida diputada por Málaga en el Congreso, siendo reelegida en 2015 y 2016. Durante la X legislatura fue portavoz del Pacto de Toledo, Portavoz de Trabajo, Migraciones y Seguridad Social en la XII Legislatura y durante la XIV legislatura  Portavoz de Hacienda del Grupo Popular. En 2022 entró en el Gobierno andaluz como consejera de Economía, Hacienda y Fondos Europeos. En 2024 fue nombrada portavoz de gobierno andaluz